# Nate Maness
Joseph KY Nathaniel Maness (Jackson, Misisipi; 27 de junio de 1991) es un artista marcial mixto estadounidense que compite en la división de peso gallo de Ultimate Fighting Championship.

## Carrera en las artes marciales mixtas

### Carrera temprana
Fuera de la UFC, Nathan Maness coleccionó tres cinturones en tres clases de peso diferentes, que van desde 135 hasta 155 libras. En 12 combates profesionales, "Mayhem" ganó seis de ellos por medio de una parada, cuatro en el primer marco. Después de ganar el campeonato de peso gallo de la promoción TKO con sede en Quebec en 2018, su única derrota se produjo cuando dejó caer el cinturón ante el ex competidor de la UFC Taylor Lapilus en mayo de 2019, pero regresó con una victoria por nocaut en el primer asalto en febrero en su siguiente combate.

### Ultimate Fighting Championship
Maness estaba programado para enfrentarse a Ray Borg el 1 de agosto de 2020 en UFC Fight Night: Brunson vs. Shahbazyan. Sin embargo, Borg fue retirado del combate el día del pesaje del evento por razones no reveladas. Maness pasó a enfrentarse a Johnny Muñoz en un combate de peso pluma. Ganó el combate por decisión unánime.
Maness se enfrentó a Luke Sanders el 28 de noviembre de 2020 en UFC on ESPN: Blaydes vs. Lewis. Ganó el combate por sumisión en el segundo asalto. Este combate le valió el premio a la Actuación de la Noche.
Maness estaba programado para enfrentar a Tony Gravely en UFC on ESPN: Whittaker vs. Gastelum el 17 de abril de 2021. Sin embargo, Maness fue retirado del combate por razones no reveladas.
El combate con Gravely fue reprogramado para el 18 de septiembre de 2021 en UFC Fight Night: Smith vs. Spann. Manness ganó el combate por nocaut técnico en el segundo asalto. Este combate le valió el premio a la Actuación de la Noche.
Maness enfrentó a Umar Nurmagomedov el 25 de junio de 2022 en UFC on ESPN 38. Perdió la pelea por decisión unánime.
Maness enfrentó a Tagir Ulanbekov el 5 de noviembre de 2022 en UFC Fight Night 214. Perdió la pelea mediante una sumisión en el primer asalto.
Maness estaba programado para enfrentarse a Zhalgas Zhumagulov el 6 de mayo de 2023 en UFC 288. Sin embargo, Nate Maness se retiró de la pelea debido a una lesión y fue reemplazado por el recién llegado de UFC Rafael Estevam, quien originalmente estaba programado para enfrentar a Carlos Candelario el 22 de abril de 2023 en UFC Fight Night 222.
Maness enfrentó a Mateus Mendonça el 7 de octubre de 2023 en UFC Fight Night 229. Ganó la pelea por nocaut técnico en el primer asalto. Esta victoria le valió el premio Actuación de la Noche.
Maness estaba programado para enfrentarse a Azat Maksum el 3 de febrero de 2024 en UFC Fight Night 235. Sin embargo, Maness se retiró a principios de enero debido a una lesión y fue reemplazado por Charles Johnson.
Maness enfrentó a Jimmy Flick el 15 de junio de 2024 en UFC on ESPN 58. Ganó la pelea por decisión unánime.

## Campeonatos y logros

### Artes marciales mixtas
- Ultimate Fighting Championship
  - Actuación de la Noche (tres veces) vs. Luke Sanders, Tony Gravely y Mateus Mendonça[9][14][23]
- Hard Rock MMA
  - Campeonato de Peso Pluma de HR MMA (una vez; ex)
- TKO Major League MMA
  - Campeonato de Peso Gallo TKO (una vez; ex)
- Warrior FC
  - Campeonato de Peso Ligero de Warrior FC (una vez; ex)
- Bluegrass Brawl
  - Campeonato de Peso Gallo de BB (una vez; ex)

## Récord en artes marciales mixtas
| Resultado | Récord | Oponente          | Método                                     | Evento                                  | Fecha                    | Ronda | Tiempo | Localización                  | Notas                                                                     |
| --------- | ------ | ----------------- | ------------------------------------------ | --------------------------------------- | ------------------------ | ----- | ------ | ----------------------------- | ------------------------------------------------------------------------- |
| Victoria  | 16-3   | Jimmy Flick       | Decisión (unánime)                         | UFC on ESPN: Perez vs. Taira            | 15 de junio de 2024      | 3     | 5:00   | Las Vegas, Nevada             |                                                                           |
| Victoria  | 15-3   | Mateus Mendonça   | TKO (golpes)                               | UFC Fight Night: Dawson vs. Green       | 7 de octubre de 2023     | 1     | 4:40   | Las Vegas, Nevada             | Actuación de la Noche.                                                    |
| Derrota   | 14-3   | Tagir Ulanbekov   | Sumisión (estrangulamiento por guillotina) | UFC Fight Night: Rodriguez vs. Lemos    | 5 de noviembre de 2022   | 1     | 2:11   | Las Vegas, Nevada             |                                                                           |
| Derrota   | 14-2   | Umar Nurmagomedov | Decisión (unánime)                         | UFC on ESPN: Tsarukyan vs. Gamrot       | 25 de junio de 2022      | 3     | 5:00   | Las Vegas, Nevada             |                                                                           |
| Victoria  | 14-1   | Tony Gravely      | TKO (puñetazos)                            | UFC Fight Night: Smith vs. Spann        | 18 de septiembre de 2021 | 2     | 2:10   | Las Vegas, Nevada             | Actuación de la Noche. Regreso al peso gallo.                             |
| Victoria  | 13-1   | Luke Sanders      | Sumisión (estrangulamiento por detrás)     | UFC on ESPN: Smith vs. Clark            | 28 de noviembre de 2020  | 2     | 2:29   | Las Vegas, Nevada             | Combate de peso acordado (140 libras). Actuación de la Noche.             |
| Victoria  | 12-1   | Johnny Munoz Jr.  | Decisión (unánime)                         | UFC Fight Night: Brunson vs. Shahbazyan | 1 de agosto de 2020      | 3     | 5:00   | Las Vegas, Nevada             |                                                                           |
| Victoria  | 11-1   | Kellen VanCamp    | KO (puñetazos)                             | HR MMA 114                              | 1 de febrero de 2020     | 1     | 1:39   | Shepherdsville, Kentucky      | Regreso al peso pluma. Ganó el vacante Campeonato de Peso Pluma de HRMMA. |
| Derrota   | 10-1   | Taylor Lapilus    | KO (patada al cuerpo)                      | TKO 48: Sousa vs Gane                   | 24 de mayo de 2019       | 3     | 1:22   | Gatineau, Quebec              | Perdió el Campeonato de Peso Gallo TKO.                                   |
| Victoria  | 10-0   | Jesse Arnett      | TKO (puñetazos)                            | TKO 44                                  | 21 de septiembre de 2018 | 2     | 2:53   | Quebec, Quebec                | Ganó el Campeonato de Peso Gallo TKO.                                     |
| Victoria  | 9-0    | Caio Machado      | Decisión (unánime)                         | TKO 42: Nogueira vs. Laramie            | 16 de marzo de 2018      | 3     | 5:00   | Laval, Quebec                 | Regreso al peso gallo.                                                    |
| Victoria  | 8-0    | Marc McDonald     | Sumisión (estrangulamiento brabo)          | Premier MMA Championship 3              | 27 de mayo de 2017       | 2     | 4:10   | Covington, Kentucky           | Debut en el peso pluma.                                                   |
| Victoria  | 7-0    | Brandon Bell      | Decisión (unánime)                         | Warrior FC: Caged Chaos                 | 17 de septiembre de 2016 | 3     | 5:00   | Harlan, Kentucky              | Ganó el Campeonato de Peso Ligero de Warrior FC.                          |
| Victoria  | 6-0    | Michael Ricketts  | TKO (puñetazos)                            | Colosseum Combat 33                     | 10 de octubre de 2015    | 1     | 3:42   | Kokomo, Indiana               |                                                                           |
| Victoria  | 5-0    | Kodey Gulley      | Decisión (unánime)                         | Fight Lab 45                            | 28 de marzo de 2015      | 3     | 5:00   | Charlotte, Carolina del Norte |                                                                           |
| Victoria  | 4-0    | Isaiah Ferguson   | Decisión (dividida)                        | Hardrock MMA 69                         | 8 de noviembre de 2014   | 3     | 5:00   | Shepherdsville, Kentucky      | Ganó el Campeonato de Peso Pluma de la SCL.                               |
| Victoria  | 3-0    | Brandon Sandefur  | TKO (puñetazos)                            | Hardrock MMA 60                         | 1 de febrero de 2014     | 1     | 3:13   | Shepherdsville, Kentucky      | Regreso al peso gallo.                                                    |
| Victoria  | 2-0    | Jason Blackford   | Sumisión (estrangulamiento por detrás)     | Hardrock MMA 58                         | 2 de noviembre de 2013   | 1     | 2:55   | Bowling Green, Kentucky       | Debut en el peso ligero.                                                  |
| Victoria  | 1-0    | Jeremy Pender     | Decisión (unánime)                         | Bluegrass Brawl 8                       | 27 de julio de 2013      | 3     | 5:00   | Lexington, Kentucky           | Debut en el peso gallo. Ganó el Campeonato de Peso Gallo de BB.           |